# Palmariales
Palmariales es un orden de algas de la división Rhodophyta conocidas como algas rojas. Incluye algunas algas comestibles como la Palmaria palmata. Este orden comprende alrededor de 4 familias y 9 géneros.

## Sistemática
Incluye las siguientes familias y géneros:
- Familia Meiodiscaceae
  - Género Meiodiscus
  - Género Rubrointrusa
- Familia Palmariaceae
  - Género Devaleraea
  - Género Halosaccion
  - Género Palmaria
- Familia Rhodophysemataceae
  - Género Rhodonematella
  - Género Rhodophysema
- Familia Rhodothamniellaceae
  - Género Camontagnea
  - Género Rhodothamniella